# Candice Bergen
Candice Patricia Bergen (Beverly Hills (Californië), 9 mei 1946) is een Amerikaanse actrice en een voormalig model. Voor haar rol in Starting Over werd ze in 1980 genomineerd voor een Academy Award. Meer dan vijftien acteerprijzen kreeg ze ook daadwerkelijk toegekend, waaronder vijf Emmy Awards, twee Golden Globes en een American Comedy Award (deze alle voor Murphy Brown).

## Carrière
Haar eerste succesfilm was The Sand Pebbles en ze werd gepresenteerd als de nieuwe Grace Kelly.
Bergen heeft naast een filmcarrière een aanzienlijk aandeel in diverse televisieseries op haar naam cv staan. Zo speelde ze van 1988 tot en met 1998 tien seizoenen en (2018- de reboot) lang het titelpersonage in Murphy Brown, waarvoor ze onder meer vijf Emmy Awards en twee Golden Globes won. Na het winnen van haar vijfde Emmy zag ze af van eventuele verdere nominaties in de toekomst. Daarna was ze van 2005 tot en met 2008 te zien als Shirley Schmidt in Boston Legal.

## Privé-leven
Bergen werd geboren als dochter van Frances Westerman en Edgar Bergen. Haar grootouders, Johan Henriksson Berggren en Nilla Svensdotter Osberg, waren van Zweedse afkomst. Deze veranderden hun achternaam in Bergen nadat ze in de Verenigde Staten waren gaan wonen. Haar vader was buikspreker en Candice Bergen trad als kind met hem op. Haar moeder was een actrice.
Candice Bergen profileerde zich als een feministe.
Bergen was van 27 september 1980 tot zijn overlijden op 23 november 1995 getrouwd met de Franse regisseur Louis Malle. Samen kregen ze in 1985 één dochter. De actrice hertrouwde op 15 juni 2000 met Marshall Rose, een handelaar in onroerend goed. Bergen publiceerde in 1984 haar autobiografie, getiteld Knock Wood.

## Filmografie
Naast onderstaande films, speelde Bergen ook in diverse televisieseries mee.
- Bibsys: 90218641
- Biblioteca Nacional de España: XX1298582
- Bibliothèque nationale de France: cb13891386f (data)
- Catàleg d'autoritats de noms i títols de Catalunya: 981058617579406706
- CiNii: DA06238774
- Gemeinsame Normdatei: 137433433
- International Standard Name Identifier: 0000 0000 8161 1890
- Library of Congress Control Number: n83233507
- MusicBrainz: 8508b841-e69f-46b2-a6f5-9b3ca26bfd96
- Nationale Bibliotheek van Tsjechië: xx0078700
- Nationale bibliotheek van Australië: 40005897
- Nationale Bibliotheek van Israël: 987007432799005171
- Nationale Bibliotheek van Polen: a0000002158782
- Nederlandse Thesaurus van Auteursnamen: 07103255X
- Istituto Centrale per il Catalogo Unico: CFIV074386
- SNAC: w6cr6hdp
- Système universitaire de documentation: 058252428
- Virtual International Authority File: 85818314
- WorldCat: E39PBJtMkRxTBDxpvfF8WjrTHC